# Angajarea refugiaților
Angajarea refugiaților se referă la angajarea acestora. Obținerea accesului la un loc de muncă legal plătit poate fi o cerință pentru statutul de azil sau cetățenie într-o țară gazdă și se poate realiza cu sau fără asistența organizațiilor neguvernamentale. În unele cazuri specifice, refugiaților li se poate oferi de lucru și de către ONG-uri în timp ce se află în drum spre destinația lor (deci, lucrând într-o țară situată între țara de destinație și țara de origine). Aceasta din urmă se poate întâmpla dacă țara de destinație și-a închis granițele pentru migranți și dacă nici rămânerea în țara de origine nu este o opțiune (de exemplu, din cauza lipsei de oportunități economice, a impactului schimbărilor climatice sau a insecurității în țara de origine).

## Integrarea forței de muncă a refugiaților
Refugiații se confruntă adesea cu subocuparea, șomajul și ocuparea forței de muncă în economia informală. În acest sens, mulți cercetători și practicieni solicită nu doar o simplă angajare a refugiaților, ci o integrare cu succes a forței de muncă a refugiaților. Integrarea forței de muncă a refugiaților este înțeleasă ca un proces în care refugiații se angajează în activități economice (angajare sau activități independente), care sunt proporționale cu obiectivele profesionale ale indivizilor și calificările și experiența anterioară și oferă o securitate economică adecvată și perspective de avansare în carieră.
Aceste bariere sunt uneori numite plafonul de pânză, prin analogie cu plafonul de sticlă pentru femei.

## Adaptarea internațională a refugiaților
Adaptarea internațională este un proces de realizare a „compatibilității dintre indivizi și noul mediu, atât în domeniul profesional, cât și în cel non-profesional”.
- Articolul 17 prevede că țările trebuie să acorde refugiaților aceleași drepturi la angajare ca și cetățenilor și să le scutească pe refugiați de restricțiile aplicate străinilor dacă aceștia îndeplinesc una dintre următoarele condiții:
  - A stat trei ani în țară;
  - El are un soț/o soție care posedă cetățenia țării de reședință. Un refugiat nu poate invoca beneficiile acestei prevederi dacă și-a abandonat soțul/soția;
  - Are unul sau mai mulți copii care posedă cetățenia țării de reședință.
- Articolul 18 prevede că refugiații au aceleași drepturi la activități independente ca și străinii din țară.
- Articolul 19 permite ca refugiații cu diplome recunoscute de autoritățile statului să beneficieze de același tratament ca și străinii aflați în țară.

Diverse țări pot avea, de asemenea, cerințe sau legi suplimentare pentru a obține un loc de muncă. Refugiaților le poate fi totuși dificil să obțină un loc de muncă legal, chiar și în țările care au semnat convenția.
Diverse țări pot avea, de asemenea, cerințe sau legi suplimentare pentru a obține un loc de muncă. Refugiaților le poate fi totuși dificil să obțină un loc de muncă legal, chiar și în țările care au semnat convenția.
De obicei, persoanele trebuie să aibă statut de refugiat înainte de a li se permite să obțină un loc de muncă. Țările au de obicei propriile proceduri de azil pentru a acorda statutul de refugiat. În SUA, aceasta înseamnă obținerea aprobării de către Programul de admitere a refugiaților din Statele Unite. În mai multe țări, statutul de refugiat este stabilit de UNHCR.
Unele țări precum Regatul Unit, Australia, Canada, Chile, Grecia, Mexic, Norvegia și Suedia permit, de asemenea, solicitanților de azil să obțină acces la locuri de muncă înainte de a obține statutul de refugiat, dacă îndeplinesc anumite condiții. Cu toate acestea, în majoritatea țărilor care nu sunt semnatare ale Convenției privind statutul refugiaților și în special în țările în curs de dezvoltare, refugiaților nu li se permite să lucreze legal. Mulți refugiați din aceste țări încă lucrează, dar o fac în economia informală.

## Acorduri de angajare pentru refugiați
145 de țări au semnat Convenția privind statutul refugiaților. În țările care au semnat Convenția privind statutul refugiaților, refugiații au dreptul la un loc de muncă remunerat în temeiul capitolului 3. Trei articole din capitolul 3 se referă la angajarea refugiaților.

## Argumente

### Beneficii pentru angajarea refugiaților
Angajarea refugiaților este considerată una dintre modalitățile de a-i ajuta să se integreze în țara gazdă. Angajarea ajută la creșterea autonomiei și a dependenței refugiaților de serviciile sociale. Angajarea ar contribui, de asemenea, la creșterea accesului la alte servicii esențiale, cum ar fi asistența medicală și educația. În general, ar duce la îmbunătățirea standardelor de viață.
Angajarea refugiaților poate fi benefică și pentru companii. Refugiații tind să aibă rate de fluctuație a personalului mai mici decât localnicii și contribuie la reducerea costurilor de reangajare pentru companii.
De obicei, țara gazdă beneficiază și ea de faptul că refugiații obțin locuri de muncă legale, ceea ce contribuie la creșterea economiei și la creșterea bazei de impozitare. Studiile au estimat impactul legalizării angajării imigranților asupra creșterii economice a SUA la 0,8% sau aproximativ 15,2 miliarde de dolari pe an. Un studiu similar realizat în Malaezia estimează că impactul legalizării angajării refugiaților va fi de 3 miliarde RM în creșterea PIB-ului până în 2024 și o creștere de 50 de milioane RM a încasărilor fiscale. Acest lucru se întâmplă prin diverse mecanisme, inclusiv creșterea cheltuielilor de consum ale refugiaților care au venituri îmbunătățite.
În mod corespunzător, se așteaptă ca creșterea economiei să creeze noi locuri de muncă. Acest lucru este valabil mai ales pentru că refugiații tind să ocupe locuri de muncă cu valoare mai mică, care sunt de obicei locuri de muncă pe care localnicii le evită în țările dezvoltate. Acest lucru face ca afacerile să fie mai productive și creează creștere industrială. De asemenea, încurajează localnicii să se specializeze și să treacă la locuri de muncă cu valoare mai mare. Acolo unde refugiaților li se permite să înființeze afaceri, aceștia creează și locuri de muncă care îi angajează pe localnici. Un studiu estimează în Turcia că antreprenorii sirieni angajează 9,4 angajați, majoritatea fiind nativi turci.

### Provocările legate de ocuparea forței de muncă pentru refugiați
Un raport UNHCR-OCED identifică provocările legate de angajarea refugiaților. Refugiații sunt adesea incapabili să găsească un loc de muncă din cauza lipsei de informații despre oportunitățile din țara gazdă. Potrivirea locurilor de muncă și asistența în căutarea unui loc de muncă sunt de obicei necesare pentru a ajuta refugiații să obțină un loc de muncă.
Bariere culturale există adesea în mediul de muncă și în societate. Refugiații se confruntă adesea cu discriminare și rezistență în țările gazdă, iar angajarea refugiaților tinde să fie considerată o concurență pentru cetățeni.
Refugiații angajați sunt expuși riscului de exploatare, în special în țările în care nu au acces legal la angajare. Această situație tinde să fie exacerbată parțial de lipsa de cunoștințe despre legile țării de origine și despre drepturile lor. Aceasta variază de la refuzul angajatorilor de a le oferi acces la securitatea socială până la utilizarea muncii copiilor. Ca răspuns, Comisarul Națiunilor Unite pentru Drepturile Omului a cerut țărilor să trateze refugiații ca titulari de drepturi.
Angajatorii pot ezita, de asemenea, să angajeze refugiați, deoarece nu sunt clari în ceea ce privește legile privind angajarea refugiaților din țările lor și, în consecință, adoptă abordarea conservatoare de a nu angaja refugiați. Alte provocări includ lipsa de claritate a duratei șederii refugiaților și o nepotrivire a competențelor angajatorului și ale refugiaților.
Companiile adesea nu văd o justificare economică pentru angajarea refugiaților. Multe consideră angajarea refugiaților ca pe o obligație de responsabilitate socială corporativă, mai degrabă decât ca pe un beneficiu pentru afacere.